# 모형

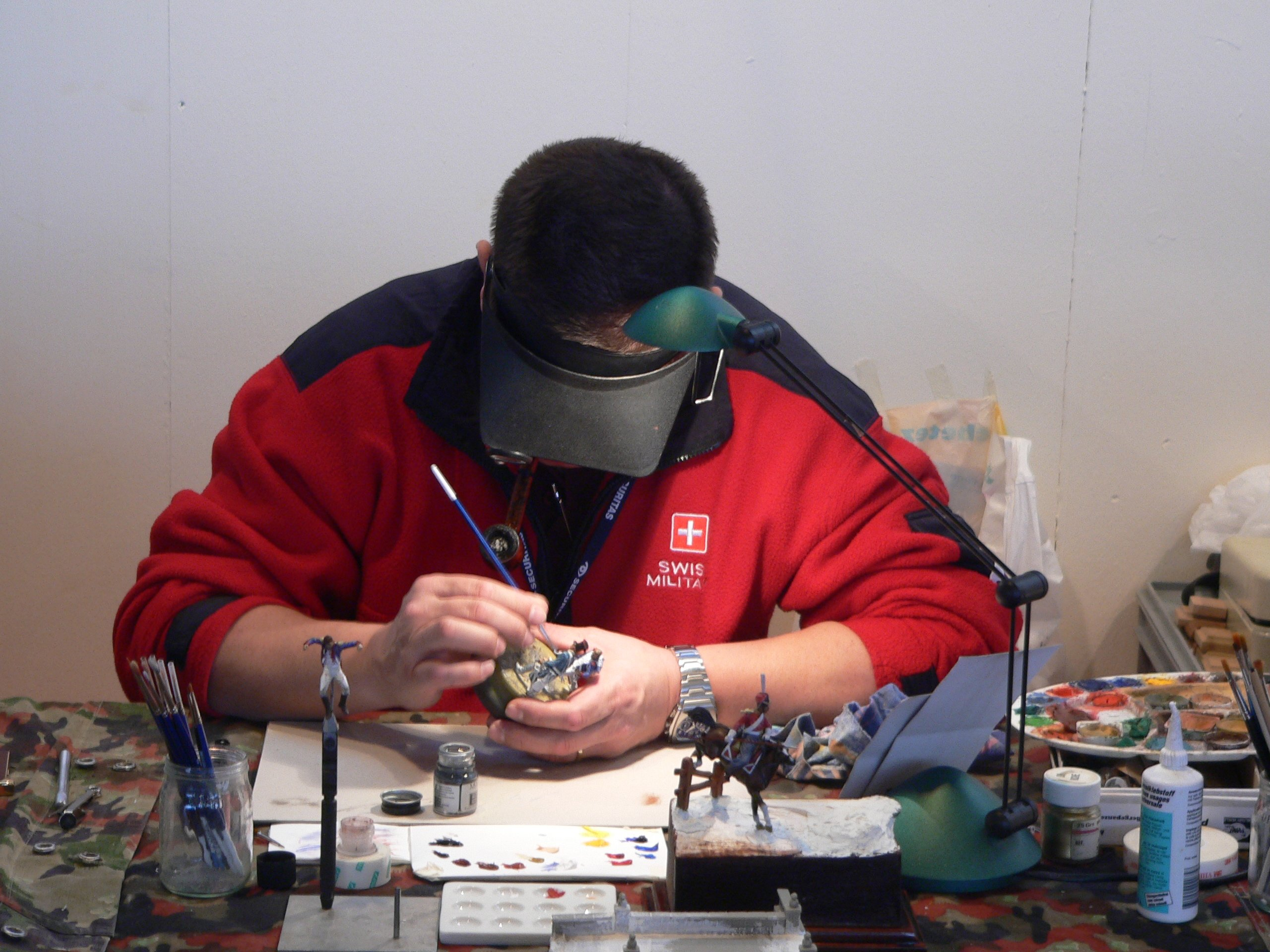

모형(영어: model, 일본어: 模型)은 본뜬 형태이며, "무언가"를 모방하고 구체화한 것이다. 일반적으로는 3차원 조형물을 가리키지만, 컴퓨터를 이용해 작성한 3차원 데이터를 가리키는 경우도 있다. 어쨌든 모형은 형편이 좋은 경우에 만들어지는 것이다.
또한 자연과학 분야에서 "원자 모형"이나 "표준 모형" 등과 같이 자연계의 구조를 모식화하고 설명하기 위한 "model"의 번역어로서 "모형"이 사용되는 경우도 있다. 이것에 관해서는 과학 모형을 참조하면 된다.

## 같이 보기
- 프라모델